# Cylindrotoma nigritarsis
Cylindrotoma nigritarsis är en tvåvingeart som beskrevs av Alexander 1957. Cylindrotoma nigritarsis ingår i släktet Cylindrotoma och familjen mellanharkrankar.
Artens utbredningsområde är Nepal. Inga underarter finns listade i Catalogue of Life.